# Горбуновка (Рязанская область)
Горбуно́вка — деревня в Сасовском районе Рязанской области России. Входит в состав Придорожного сельского поселения.

## Географическое положение
Деревня находится в восточной части Сасовского района, в 63 км к востоку от райцентра на реке Пичкиряс.
Ближайшие населённые пункты:

— посёлок Дубитель в 8 км к востоку по грунтовой и асфальтированной дороге;

— село Боковой Майдан примыкает с юга;

— село Матвеевское  в 7 км к югу по асфальтированной дороге;

— посёлок Придорожный в 5 км к западу по асфальтированной дороге;

— село Пичкиряево в 5 км к северо-западу по грунтовой дороге.
Ближайшая железнодорожная станция Пичкиряево в 9 км к северо-западу по асфальтированной дороге.

## Природа

### Климат
Климат умеренно континентальный с умеренно жарким летом (средняя температура июля +19 °С) и относительно холодной зимой (средняя температура января -11 °С). Осадков выпадает около 600 мм в год.

## История
В 1883 г. Горбуновка входила в Боково-Майданскую волость Спасского уезда Тамбовской губернии. С 2004 г. и до настоящего времени входит в состав Придорожного сельского поселения. До этого момента входила в Придорожный сельский округ.

## Население
| 1856 | 1882  | 1980 | 1989 | 2002 | 2010 |
| ---- | ----- | ---- | ---- | ---- | ---- |
| 840  | ↗1006 | ↘226 | ↘199 | ↘73  | ↘39  |